# تونوپلاست

ساختار سلول گیاهی؛ تونوپلاست به رنگ آبی-خاکستری

تونوپلاست (به انگلیسی: tonoplast) غشایی است که واکوئل مرکزی را در سلول‌های گیاهی از سیتوپلاسم جدا می‌کند.
تونوپلاست دارای نفوذ پذیری انتخابی است و افزون بر ذخیره‌سازی مواد، در فرایندهای اسمزی سلول گیاهی همچون پلاسمولیز نیز نقش دارد. آماسیدگی را نیز می‌توان بر اساس این خاصیت توضیح داد.